# FIRA-Pokal 1974/75
Der FIRA-Pokal 1974/75 (engl. FIRA Trophy) war ein Wettbewerb für europäische Nationalmannschaften in der Sportart Rugby Union. Es handelte sich um die 15. Ausgabe der vom Verband FIRA organisierten Rugby-Union-Europameisterschaft sowie um die zweite Ausgabe unter diesem Namen. Beteiligt waren neun Mannschaften, die in zwei Divisionen eingeteilt waren. Den Europameistertitel gewann zum zweiten Mal Rumänien.

## Modus

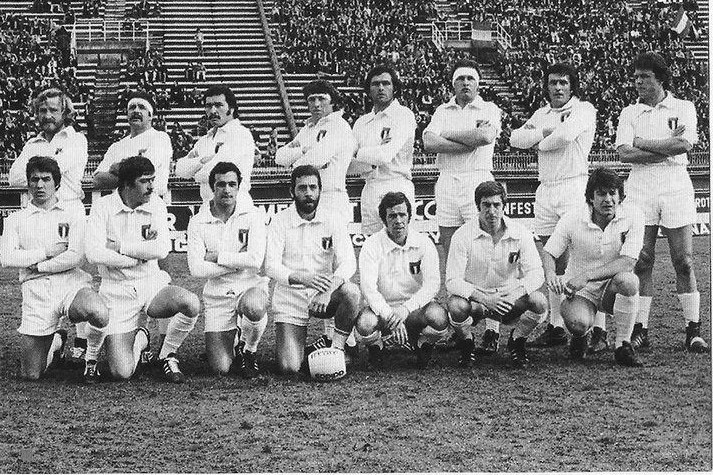
Die italienische Mannschaft vor dem Spiel gegen Frankreich

Tabellenpunkte: Für einen Sieg gab es drei Punkte, für ein Unentschieden zwei Punkte, bei einer Niederlage einen Punkt.
Spielpunkte: 4 Punkte für einen Versuch, 2 Punkte für eine Erhöhung, 3 Punkte für einen Strafstoß, 3 Punkte für ein Dropgoal.

## Erste Division
|    | Land             | Spiele | Siege | Unent. | Ndlg. | Spiel- punkte | Diff. | Tabellen- punkte |
| -- | ---------------- | ------ | ----- | ------ | ----- | ------------- | ----- | ---------------- |
| 1. | Rumänien         | 4      | 3     | 1      | 0     | 50:31         | + 19  | 11               |
| 2. | Frankreich       | 4      | 3     | 0      | 1     | 108:30        | + 78  | 10               |
| 3. | Italien          | 4      | 2     | 1      | 1     | 80:31         | + 49  | 9                |
| 4. | Spanien          | 4      | 1     | 0      | 3     | 31:88         | − 57  | 6                |
| 5. | Tschechoslowakei | 4      | 0     | 0      | 4     | 25:114        | − 89  | 4                |

| 13. Oktober 1974 | Rumänien | 15 : 10 | Frankreich | Stadionul Dinamo, Bukarest |
| 13. Oktober 1974 |          |         |            | Stadionul Dinamo, Bukarest |

| 17. November 1974 | Tschechoslowakei | 6 : 16 | Rumänien | Šumperk |
| 17. November 1974 |                  |        |          | Šumperk |

| 15. Dezember 1974 | Frankreich A | 36 : 3 | Tschechoslowakei | Stade Marcel-Verchère, Bourg-en-Bresse |
| 15. Dezember 1974 |              |        |                  | Stade Marcel-Verchère, Bourg-en-Bresse |

| 2. Februar 1974 | Frankreich A | 46 : 3 | Spanien | Stade Marius-Rodrigo, Mauléon-Licharre |
| 2. Februar 1974 |              |        |         | Stade Marius-Rodrigo, Mauléon-Licharre |

| 15. Februar 1974 | Italien | 9 : 16 | Frankreich A | Stadio Flaminio, Rom |
| 15. Februar 1974 |         |        |              | Stadio Flaminio, Rom |

| 6. April 1974 | Spanien | 3 : 19 | Italien | Estadio Nacional Universidad Complutense, Madrid |
| 6. April 1974 |         |        |         | Estadio Nacional Universidad Complutense, Madrid |

| 27. April 1974 | Tschechoslowakei | 7 : 13 | Spanien | Stadion Eden, Prag |
| 27. April 1974 |                  |        |         | Stadion Eden, Prag |

| 27. April 1974 | Rumänien | 3 : 3 | Italien | Stadionul Dinamo, Bukarest |
| 27. April 1974 |          |       |         | Stadionul Dinamo, Bukarest |

| 4. Mai 1974 | Spanien | 12 : 16 | Rumänien | Estadio Nacional Universidad Complutense, Madrid |
| 4. Mai 1974 |         |         |          | Estadio Nacional Universidad Complutense, Madrid |

| 10. Mai 1974 | Italien | 49 : 9 | Tschechoslowakei | Reggio Calabria |
| 10. Mai 1974 |         |        |                  | Reggio Calabria |

## Zweite Division
|    | Land        | Spiele | Siege | Unent. | Ndlg. | Spiel- punkte | Diff. | Tabellen- punkte |
| -- | ----------- | ------ | ----- | ------ | ----- | ------------- | ----- | ---------------- |
| 1. | Polen       | 3      | 3     | 0      | 0     | 68:29         | + 39  | 9                |
| 2. | Niederlande | 3      | 2     | 0      | 1     | 78:52         | + 26  | 7                |
| 3. | Deutschland | 3      | 1     | 0      | 2     | 46:72         | − 26  | 5                |
| 4. | Marokko     | 3      | 0     | 0      | 3     | 21:60         | − 39  | 3                |

| 19. Oktober 1974 | Niederlande | 32 : 21 | Deutschland | Sportpark De Zoom, Wageningen |
| 19. Oktober 1974 |             |         |             | Sportpark De Zoom, Wageningen |

| 16. März 1975 | Marokko | 3 : 15 | Polen | Stade du C.O.C., Casablanca |
| 16. März 1975 |         |        |       | Stade du C.O.C., Casablanca |

| 6. April 1975 | Polen | 24 : 20 | Niederlande | Ostrołęka |
| 6. April 1975 |       |         |             | Ostrołęka |

| 13. April 1975 | Deutschland | 19 : 11 | Marokko | Fritz-Grunebaum-Sportpark, Heidelberg |
| 13. April 1975 |             |         |         | Fritz-Grunebaum-Sportpark, Heidelberg |

| 20. April 1975 | Niederlande | 26 : 7 | Marokko | Gemeentelijk Sportpark, Hilversum |
| 20. April 1975 |             |        |         | Gemeentelijk Sportpark, Hilversum |

| 4. Mai 1975 | Polen | 29 : 6 | Deutschland | Akademia Wychowania Fizycznego, Warschau |
| 4. Mai 1975 |       |        |             | Akademia Wychowania Fizycznego, Warschau |